# Moelven

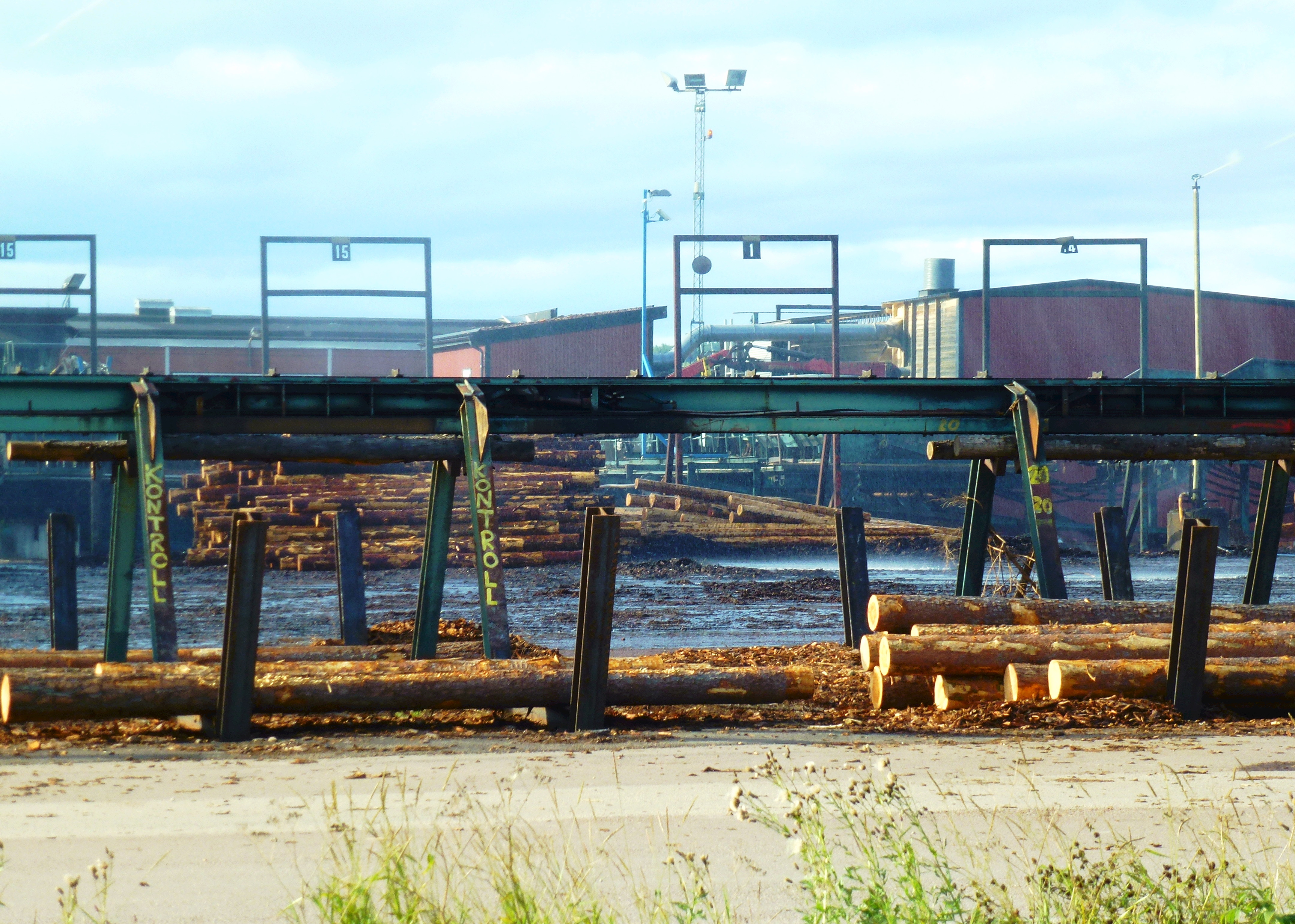
Moelven Dalaträs sågverk i Mockfjärd.

Moelven Industrier ASA är ett norskt träindustriföretag med huvudkontor i Moelv i Norge.

## Historik
Aktiebolaget Moelven grundades 1899 av fyra delägare som var och en satsade 5 000 kronor. Till en början tillverkades snickeri- och inredningsprodukter i trä, och senare oljekokta vagnshjul, möbler samt flak och karosserier till lastbilar. Efter andra världskriget började Moelven med ett nytt varusortiment som bestod av bland annat olika typer av släpvagnar för traktorer och anläggningsmaskiner, samt snöplogar och gödselspridare. 
På 1950-talet tillverkade Moelven en portabel skogskoja, "hus på hjul" för skogsarbetare. På 1960-talet utvecklades produktion av färdiga huselement som levererades till byggplatsen och sattes ihop där. Samtidigt startade Moelven produktion av limträ och började utveckla lastare, dumprar och mobilkranar. 
`
År 1981 blev Moelven börsnoterat på Oslo Børs och året därefter köptes svenska Töreboda limträ. År 1997 förvärvades Westwoods byggmodulfabrik i Säffle och 1998 övertogs Notnäs AB och Westwoodkoncernen i Sverige. Nytillskotten innebar nästan en fördubbling av träindustriverksamheten. År 2000 köpte Moelven norska Forestias träindustri.

## Moelven idag
Moelven ägs av Glommen Mjøsen Skog SA (78,84 %), Viken Skog SA (20,80 %) och Allskog SA (0,08 %). Resterande 0,28 procent ägs i huvudsak av privatpersoner. Koncernen har cirka 3200 medarbetare, varav ungefär hälften i Sverige, och omsatte 2021 14,8 miljarder norska kronor.
Moelven är uppdelad på tre huvudsegment i 34 produktionsbolag fördelade på 41 produktionsplatser i Norge och Sverige.
- Moelven Timber, som producerar sågade trävaror och förädlade industrikomponenter.[1]
- Moelven Wood, som utvecklar och tillverkar ett brett sortiment av träbaserade bygg- och interiörprodukter, huvudsakligen för försäljning i byggvaruhandeln i Skandinavien.[2]
- Moelven Byggsystem, som består av affärsområdena Limträ och Byggmoduler.[3]

## Bildgalleri

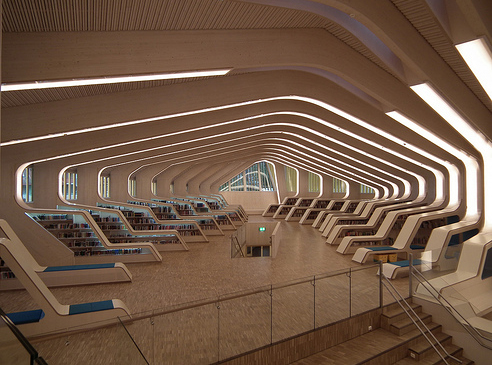
Limträkonstruktion för biblioteket i Vennesla från Moelven.
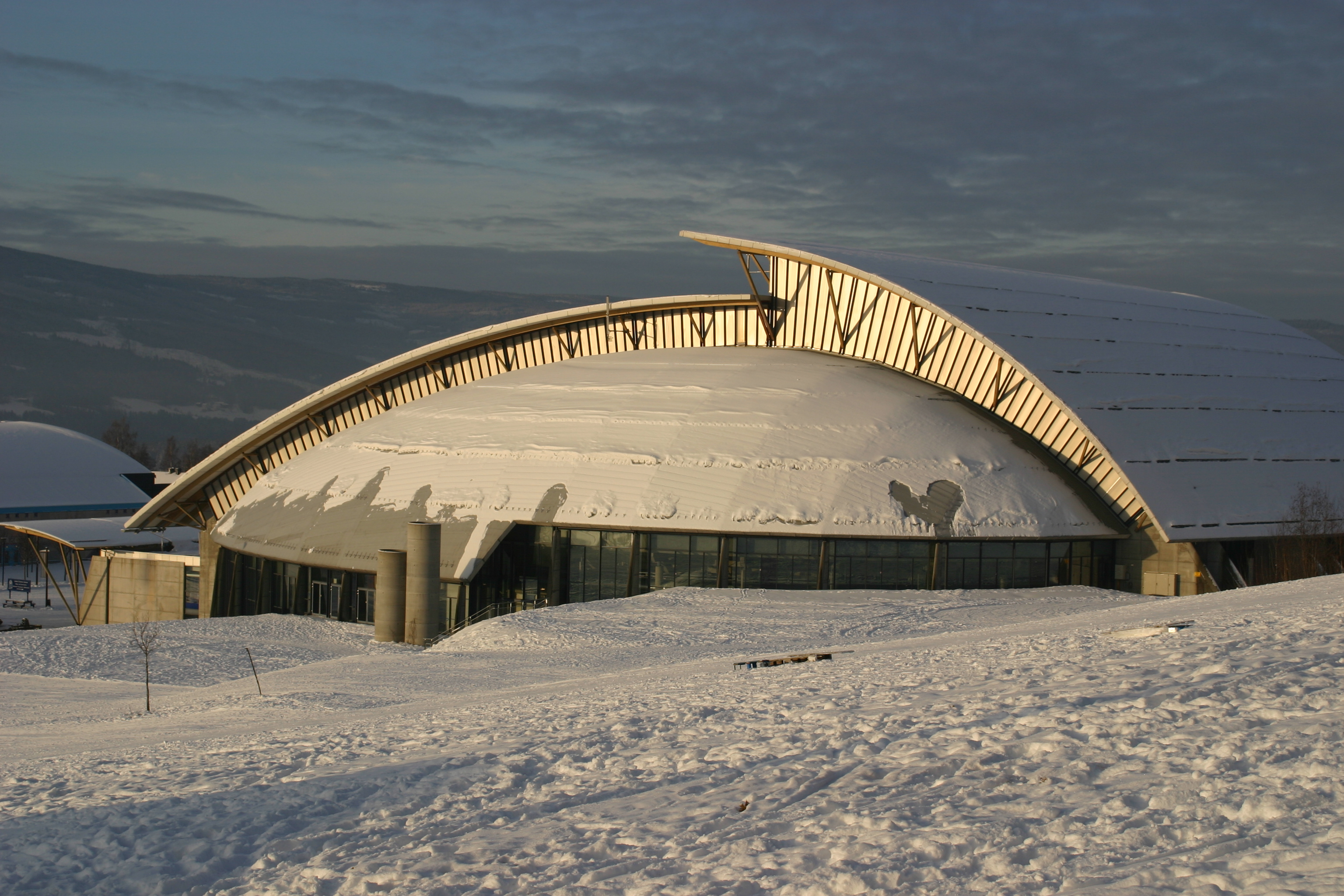
Limträkonstruktion för Håkons Hall i Lillehammer från Moelven.
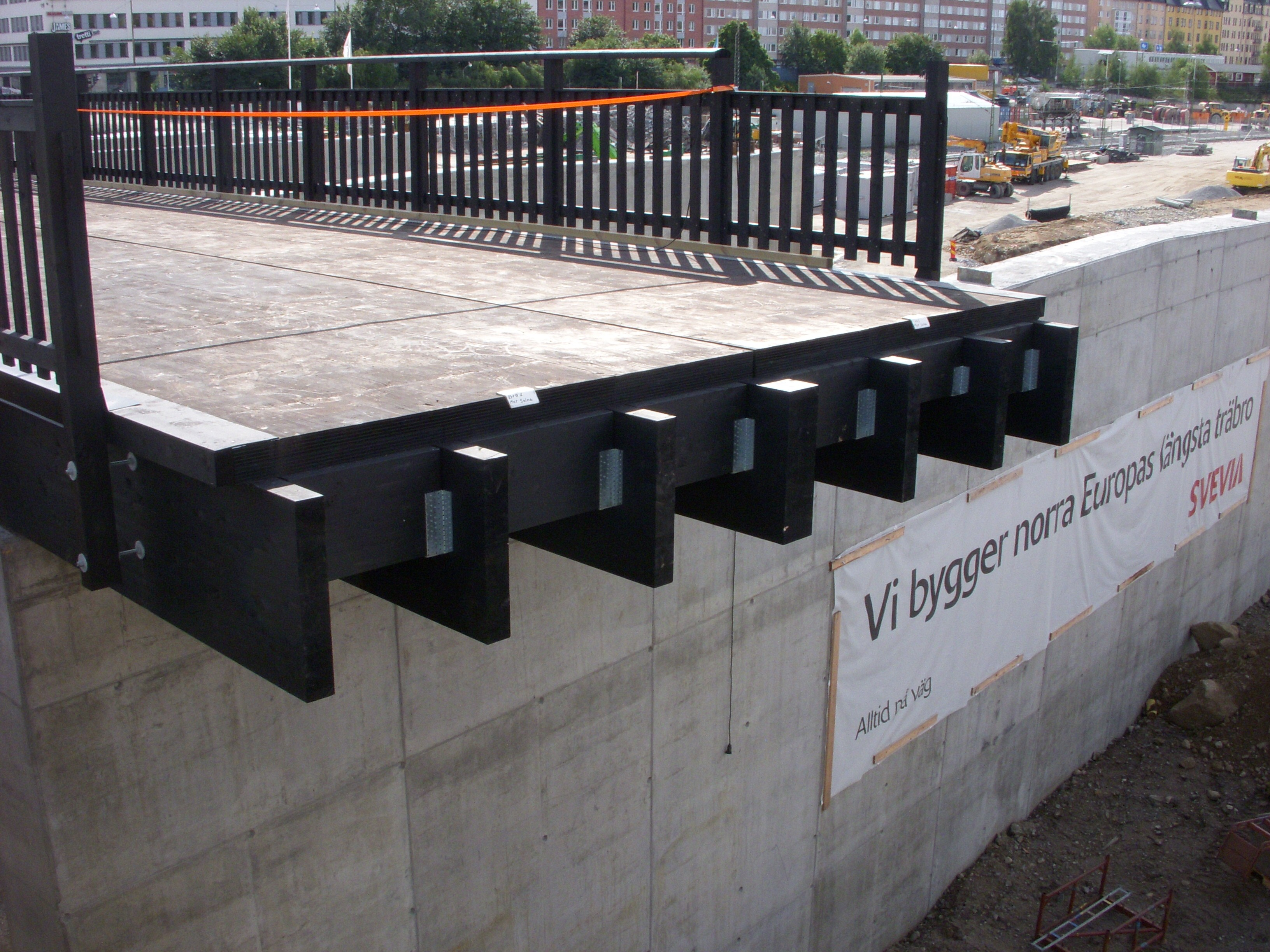
Provisoriska Solnabron var 2010 norra Europas längsta träbro för fordonstrafik och byggdes med limträ från Moelven Töreboda.
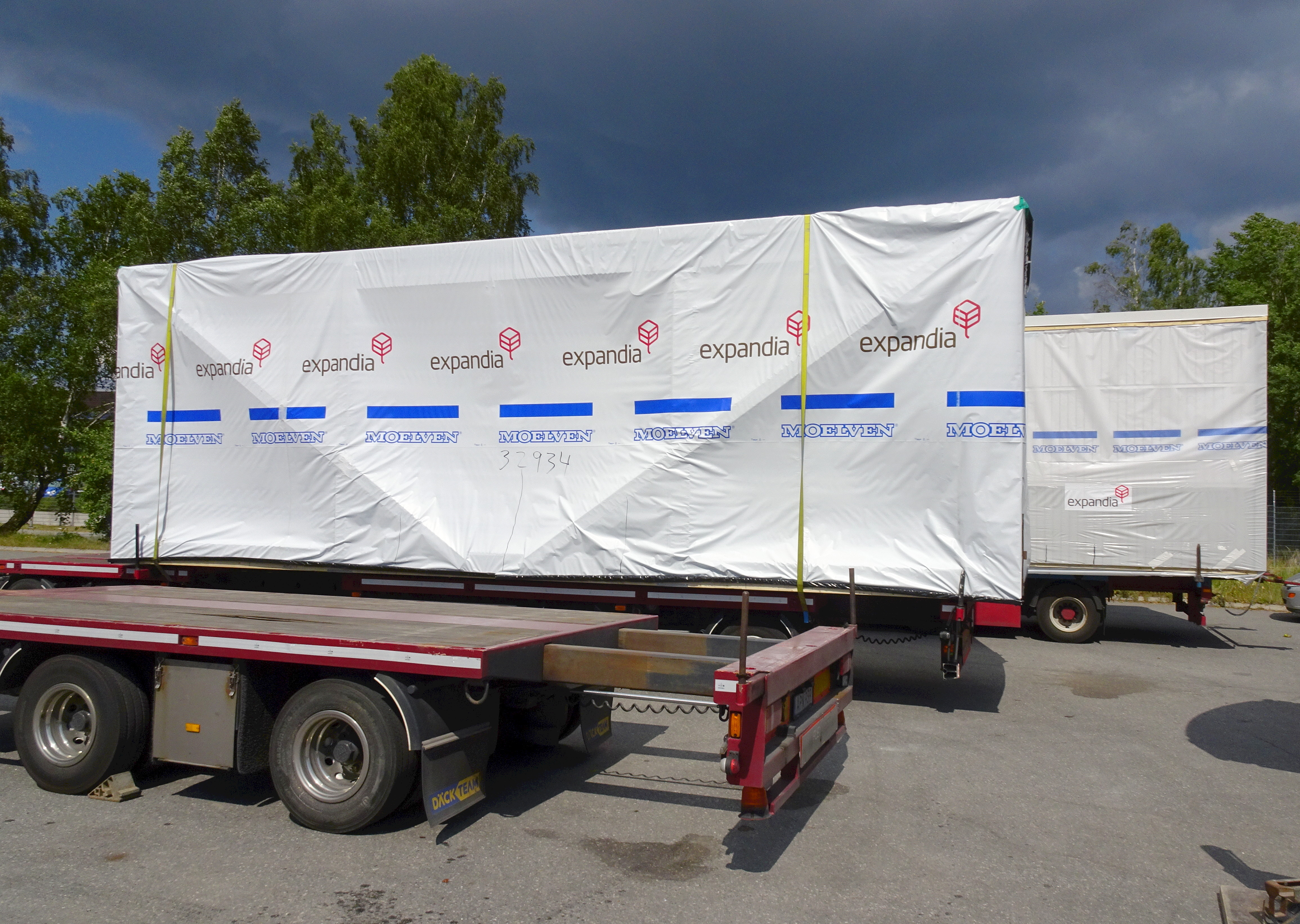
Modulhus från Moelven på väg.